# Víctor Brown
Víctor Brown (1927. március 7. – ?) bolíviai válogatott labdarúgó.
A bolíviai válogatott tagjaként részt vett az 1950-es világbajnokságon és az 1953-as Dél-amerikai bajnokságon.

## Külső hivatkozások
- Víctor Brown – a FIFA adatbázisában